# Parafia Union
Parafia Union (ang. Union Parish) – parafia cywilna w stanie Luizjana w Stanach Zjednoczonych. Obszar całkowity parafii obejmuje powierzchnię 905,403 mil2 (2 344,99 km²). Według danych z 2010 r. parafia miała 22 721 mieszkańców. Parafia powstała w 1839 roku.

## Sąsiednie parafie
- Hrabstwo Ashley (Arkansas) (północny wschód)
- Parafia Morehouse (wschód)
- Parafia Ouachita (południowy wschód)
- Parafia Lincoln (południowy zachód)
- Parafia Claiborne (zachód)
- Hrabstwo Union (Arkansas) (północny zachód)

## Miasta
- Bernice
- Farmerville
- Marion

## Wioski
- Conway
- Lillie
- Spearsville
- Truxno